# Biotopo Vegetazione Steppica Sonnenberg
Biotopo Vegetazione Steppica Sonnenberg este o arie protejată (arie specială de conservare — SAC, sit de importanță comunitară — SCI, arie de protecție specială avifaunistică — SPA) din Italia întinsă pe o suprafață de 204 ha, integral pe uscat.

## Localizare
Centrul sitului Biotopo Vegetazione Steppica Sonnenberg este situat la coordonatele 46°39′00″N 10°57′11″E / 46.65°N 10.9531°E.

## Înființare
Situl Biotopo Vegetazione Steppica Sonnenberg a fost declarat sit de importanță comunitară în septembrie 1995 pentru a proteja 4 specii de animale. Alte tipuri de protecție:
- arie de protecție specială avifaunistică (în august 2000)[3]
- arie specială de conservare (în noiembrie 2016)[2][4][5]

## Biodiversitate
Situată în ecoregiunea alpină, aria protejată conține 4 habitate naturale: Pajiști stepice subpanonice, Păduri de Castanea sativa, Păduri panonice cu Quercus pubescens, Roci stâncoase cu vegetație pionieră de Sedo-Scleranthion sau Sedo albi-Veronicion dillenii.
La baza desemnării sitului se află mai multe specii protejate de  păsări (4): potârnichea de stâncă (Alectoris graeca saxatilis), caprimulg (Caprimulgus europaeus), sfrâncioc roșiatic (Lanius collurio), viespar (Pernis apivorus)
Pe lângă speciile protejate, pe teritoriul sitului au mai fost identificate 22 de specii de plante, 4 specii de păsări, 1 specie de amfibieni, 1 specie de nevertebrate, 5 specii de reptile.